# UCI Women's World Tour 2019
L'UCI Women's World Tour 2019, quarta edizione della competizione, si svolse su ventitré eventi dal 9 marzo al 22 ottobre 2019. Le corse che lo costituirono furono quattordici in linea, otto a tappe e una cronometro a squadre.
Rispetto all'anno precedente non vi furono competizioni aggiunte o rimosse.
La vittoria della classifica individuale fu dell'olandese Marianne Vos, mentre la classifica a squadre vide prevalere per il quarto anno consecutivo la formazione olandese Boels-Dolmans Cycling Team; la classifica Under-23 fu vinta dall'olandese Lorena Wiebes.

## Calendario
| N. | Data            | Evento                                              | Vincitrice           | Squadra                    | Leader della Cl. mondiale |
| -- | --------------- | --------------------------------------------------- | -------------------- | -------------------------- | ------------------------- |
| 1  | 9 marzo         | Strade Bianche (2019)                               | Annemiek van Vleuten | Mitchelton-Scott           | Annemiek van Vleuten      |
| 2  | 17 marzo        | Ronde van Drenthe (2019)                            | Marta Bastianelli    | Team Virtu Cycling         | Marta Bastianelli         |
| 3  | 24 marzo        | Trofeo Alfredo Binda - Comune di Cittiglio (2019)   | Marianne Vos         | CCC-Liv                    | Marta Bastianelli         |
| 4  | 28 marzo        | Driedaagse Brugge-De Panne (2019)                   | Kirsten Wild         | WNT-Rotor Pro Cycling Team | Marta Bastianelli         |
| 5  | 31 marzo        | Gand-Wevelgem (2019)                                | Kirsten Wild         | WNT-Rotor Pro Cycling Team | Marta Bastianelli         |
| 6  | 7 aprile        | Giro delle Fiandre (2019)                           | Marta Bastianelli    | Team Virtu Cycling         | Marta Bastianelli         |
| 7  | 21 aprile       | Amstel Gold Race (2019)                             | Katarzyna Niewiadoma | Canyon-SRAM Racing         | Marta Bastianelli         |
| 8  | 24 aprile       | Freccia Vallone (2019)                              | Anna van der Breggen | Boels-Dolmans Cycling Team | Marta Bastianelli         |
| 9  | 28 aprile       | Liegi-Bastogne-Liegi (2019)                         | Annemiek van Vleuten | Mitchelton-Scott           | Annemiek van Vleuten      |
| 10 | 9-11 maggio     | Tour of Chongming Island (2019)                     | Lorena Wiebes        | Parkhotel Valkenburg       | Annemiek van Vleuten      |
| 11 | 16-18 maggio    | Tour of California (2019)                           | Anna van der Breggen | Boels-Dolmans Cycling Team | Annemiek van Vleuten      |
| 12 | 22-25 maggio    | Emakumeen Bira (2019)                               | Elisa Longo Borghini | Trek-Segafredo             | Annemiek van Vleuten      |
| 13 | 10-15 giugno    | The Women's Tour (2019)                             | Elizabeth Deignan    | Trek-Segafredo             | Annemiek van Vleuten      |
| 14 | 5-14 luglio     | Giro Rosa (2019)                                    | Annemiek van Vleuten | Mitchelton-Scott           | Annemiek van Vleuten      |
| 15 | 19 luglio       | La Course by Le Tour de France (2019)               | Marianne Vos         | CCC-Liv                    | Annemiek van Vleuten      |
| 16 | 3 agosto        | RideLondon Classique (2019)                         | Lorena Wiebes        | Parkhotel Valkenburg       | Annemiek van Vleuten      |
| 17 | 17 agosto       | Open de Suède Vargarda TTT (2019)                   | Trek-Segafredo       | Trek-Segafredo             | Annemiek van Vleuten      |
| 18 | 18 agosto       | Open de Suède Vargarda (2019)                       | Marta Bastianelli    | Team Virtu Cycling         | Annemiek van Vleuten      |
| 19 | 22-25 agosto    | Ladies Tour of Norway (2019)                        | Marianne Vos         | CCC-Liv                    | Marianne Vos              |
| 20 | 31 agosto       | Grand Prix de Plouay - Lorient Agglomération (2019) | Anna van der Breggen | Boels-Dolmans Cycling Team | Marianne Vos              |
| 21 | 3-8 settembre   | Holland Ladies Tour (2019)                          | Christine Majerus    | Boels-Dolmans Cycling Team | Annemiek van Vleuten      |
| 22 | 14-15 settembre | Madrid Challenge by La Vuelta (2019)                | Lisa Brennauer       | WNT-Rotor Pro Cycling Team | Annemiek van Vleuten      |
| 23 | 22 ottobre      | Tour of Guangxi (2019)                              | Chloe Hosking        | ALÉ-Cipollini              | Marianne Vos              |

## Classifiche finali
La classifica individuale dell'UCI Women's World Tour segue le regole per il punteggio redatte dall'UCI.
Classifiche aggiornate al 22 ottobre 2019, Tour of Guangxi Women's WorldTour.
| Pos. | Corridore            | Squadra    | Punti    |
| ---- | -------------------- | ---------- | -------- |
| 1    | Marianne Vos         | CCC-Liv    | 1 592    |
| 2    | Annemiek van Vleuten | Mitchelton | 1 467,67 |
| 3    | Lorena Wiebes        | Parkhotel  | 1 302,33 |
| 4    | Katarzyna Niewiadoma | Canyon     | 1 240,17 |
| 5    | Anna van der Breggen | Boels      | 1 095    |
| 6    | Marta Bastianelli    | Virtu      | 1 077    |
| 7    | Amy Pieters          | Boels      | 841      |
| 8    | Lucinda Brand        | Sunweb     | 797,50   |
| 9    | Christine Majerus    | Boels      | 690,67   |
| 10   | Amanda Spratt        | Mitchelton | 680,67   |

| Pos. | Corridore Under-23  | Squadra   | Punti |
| ---- | ------------------- | --------- | ----- |
| 1    | Lorena Wiebes       | Parkhotel | 46    |
| 2    | Marta Cavalli       | Valcar    | 42    |
| 3    | Sofia Bertizzolo    | Virtu     | 22    |
| 4    | Évita Muzic         | FDJ       | 22    |
| 5    | Elisa Balsamo       | Valcar    | 20    |
| 6    | Juliette Labous     | Sunweb    | 16    |
| 7    | Paula Patiño        | Movistar  | 10    |
| 8    | Letizia Paternoster | Trek      | 10    |
| 9    | Liane Lippert       | Sunweb    | 8     |
| 10   | Hanna Tserakh       | Minsk     | 6     |

| Pos. | Squadra                    | Punti    |
| ---- | -------------------------- | -------- |
| 1    | Boels-Dolmans Cycling Team | 4 045    |
| 2    | Team Sunweb                | 2 999    |
| 3    | Trek-Segafredo             | 2 547,98 |
| 4    | Mitchelton-Scott           | 2 517,02 |
| 5    | CCC-Liv                    | 2 451    |
| 6    | Canyon-SRAM Racing         | 2 215,02 |
| 7    | Parkhotel Valkenburg       | 2 058,98 |
| 8    | Team Virtu Cycling         | 1 548    |
| 9    | WNT-Rotor Pro Cycling Team | 1 504,35 |
| 10   | ALÉ-Cipollini              | 1 315    |